# Parmer County
Das Parmer County ist ein County im Bundesstaat Texas der Vereinigten Staaten. Das U.S. Census Bureau hat bei der Volkszählung 2020 eine Einwohnerzahl von 9.869 ermittelt. Der Sitz der County-Verwaltung (County Seat) befindet sich in Farwell. Das County gehört zu den Dry Countys, was bedeutet, dass der Verkauf von Alkohol eingeschränkt oder verboten ist.

## Geographie
Das County liegt im Nordwesten von Texas, im Texas Panhandle, grenzt im Wesen an New Mexico und hat eine Fläche von 2293 Quadratkilometern, wovon 9 Quadratkilometer Wasserfläche sind. Es grenzt im Uhrzeigersinn an folgende Countys: Deaf Smith County, Castro County, Lamb County, Bailey County und Curry County in New Mexico.

## Geschichte
Parmer County wurde am 21. August 1876 aus Teilen des Bexar County gebildet. Die Verwaltungsorganisation wurde am 7. Mai 1907 abgeschlossen. Benannt wurde es nach Martin Parmer (1778–1850). Dieser floh 1827 nach dem Scheitern der Fredonian Rebellion nach Louisiana und kehrte nach seiner Begnadigung im Jahr 1835 zurück. Er war Abgeordneter in der State Legislature der Republik Texas und Unterzeichner ihrer Unabhängigkeitserklärung.

## Demografische Daten
Nach der Volkszählung im Jahr 2000 lebten im Parmer County 10.016 Menschen. Davon wohnten 153 Personen in Sammelunterkünften, die anderen Einwohner lebten in 3.322 Haushalten und 2.614 Familien. Die Bevölkerungsdichte betrug 4 Einwohner pro Quadratkilometer. Ethnisch betrachtet setzte sich die Bevölkerung zusammen aus 66,01 Prozent Weißen, 1,01 Prozent Afroamerikanern, 0,76 Prozent amerikanischen Ureinwohnern, 0,32 Prozent Asiaten, 0,04 Prozent Bewohnern aus dem pazifischen Inselraum und 29,51 Prozent aus anderen ethnischen Gruppen; 2,35 Prozent stammten von zwei oder mehr ethnischen Gruppen ab. 49,19 Prozent der Einwohner waren spanischer oder lateinamerikanischer Abstammung.
Von den 3.322 Haushalten hatten 42,9 Prozent Kinder oder Jugendliche, die mit ihnen zusammen lebten. 67,0 Prozent waren verheiratete, zusammenlebende Paare 8,3 Prozent waren allein erziehende Mütter und 21,3 Prozent waren keine Familien. 19,3 Prozent waren Singlehaushalte und in 10,5 Prozent lebten Menschen im Alter von 65 Jahren oder darüber. Die durchschnittliche Haushaltsgröße betrug 2,97 und die durchschnittliche Familiengröße betrug 3,43 Personen.
32,9 Prozent der Bevölkerung war unter 18 Jahre alt, 8,5 Prozent zwischen 18 und 24, 26,2 Prozent zwischen 25 und 44, 19,6 Prozent zwischen 45 und 64 und 12,7 Prozent waren 65 Jahre alt oder älter. Das Durchschnittsalter betrug 32 Jahre. Auf 100 weibliche Personen kamen 97,9 männliche Personen und auf 100 Frauen im Alter ab 18 Jahren kamen 93,9 Männer.
Das jährliche Durchschnittseinkommen eines Haushalts betrug 30.813 USD, das Durchschnittseinkommen einer Familie betrug 34.149 USD. Männer hatten ein Durchschnittseinkommen von 26.966 USD, Frauen 19.650 USD. Das Prokopfeinkommen betrug 14.184 USD. 14,2 Prozent der Familien und 17,0 Prozent der Einwohner lebten unterhalb der Armutsgrenze.

## Kultur und Sehenswürdigkeiten
Ein Bauwerk im County ist im National Register of Historic Places („Nationales Verzeichnis historischer Orte“; NRHP) eingetragen (Stand 30. November 2021), das Parmer County Courthouse. Die Aufnahme des Verwaltungsgebäudes in das NRHP geschah im März 2019.

## Orte im County
- Black
- Bovina
- Farwell
- Friona
- Lariat
- Lazbuddie
- Parmerton
- Rhea
- Wilsey